# Кругле (Маломостовська сільська рада)
Кру́гле (рос. Круглое) — присілок у складі Мокроусовського округу Курганської області, Росія.
Населення — 174 особи (2010, 202 у 2002).
Національний склад станом на 2002 рік:
- росіяни — 99 %